# Jacob Artist
Jacob Artist (ur. 17 października 1992 w Buffalo) – amerykański aktor, wokalista i tancerz.

## Życiorys
Urodzony w Buffalo w stanie Nowy Jork, jest synem Darrella i Judith Artistów. Jego ojciec jest Afroamerykaninem, a matka ma polskie korzenie. Ma młodszą siostrę Jennę. Uczęszczał do szkoły tańca Davida DeMarie w Clarence w hrabstwie Erie, w liceum był członkiem klubu Infinity Dance Project. Szkołę średnią ukończył semestr wcześniej niż jego rówieśnicy. Przyjęto go na uczelnię wyższą Juilliard School w Nowym Jorku, jednak Artist zrezygnował ze studiów, by skupić się na karierze aktorskiej. Jako siedemnastolatek przeprowadził się do Los Angeles, gdzie wkrótce potem został obsadzony w serialu telewizji Fox Glee. Jako Jake Puckerman występował w sezonach czwartym, piątym, a gościnnie także szóstym sezonie Glee. Zagrał też m.in. w filmach Filozofowie (After the Dark lub The Philosophers, 2013) i Biały ptak w zamieci (White Bird in a Blizzard, 2014).

## Filmografia
| Rok       | Tytuł                                                                 | Rola             |
| --------- | --------------------------------------------------------------------- | ---------------- |
| 2011      | Mega przygody Bucketa i Skinnera (Bucket & Skinner's Epic Adventures) | Jimmy            |
| 2012–2015 | Glee                                                                  | Jake Puckerman   |
| 2012      | Jak wymiatać (How to Rock)                                            | Dean Hollis      |
| 2012      | Melissa i Joey (Melissa & Joey)                                       | Cameron          |
| 2012      | Błękitna laguna: Przebudzenie (Blue Lagoon: The Awakening)            | Stephen Sullivan |
| 2013      | Filozofowie (After the Dark albo The Philosophers)                    | Parker           |
| 2014      | Biały ptak w zamieci (White Bird in a Blizzard)                       | Oliver           |